# Loreto (miasto w Kalifornii Dolnej Południowej)
Loretoⓘ – meksykańskie miasto położone na Półwyspie Kalifornijskim w stanie Kalifornia Dolna Południowa. Miasto położone jest w około 2/3 półwyspu, około 300 km od jego końca, na wybrzeżu od strony Zatoki Kalifornijskiej. Jest siedzibą gminy Loreto. W 2005 roku ludność miasta liczyła 10 283 mieszkańców, co stanowiło około 80% ludności gminy.

## Historia
Miasto zostało założone w 1697 przez Jezuickich misjonarzy, którzy w tym miejscu znaleźli stałe źródło wody. W roku 1752 w mieście Jezuici założyli misjsę Nuestra Señora de Loreto. Miasto było stolicą Kalifornii od założenia do jej przeniesienia w 1777 roku do Monterey (obecnie USA). Wtedy zostało kwatera główną Gubernatora wojskowego regionu California Viejo później przekształconego w stan Kalifornia Dolna.